# Kuglački klub Međugorje-Brotnjo Čitluk

Kuglački klub Međugorje-Brotnjo Čitluk, kuglački klub iz Čitluka, Bosna i Hercegovina. Redovni premijerligaš, državni prvak BiH i sudionik europskih kupova.

## Povijest
Kuglanje u Čitluku ima dugu tradiciju. Nakon što je u hotelu Brotnjo izgrađena kuglana, 1975. je godine osnovan Kuglački klub Brotnjo, ujedno drugi klub osnovan na području općine Čitluka.
Sjedište je u Krstinama bb, Međugorje.
Osnovani su 2001. godine na poticaj nekoliko entuzijasta iz Čitluka i Ljubuškog. Osnovan je pri Športskom savezu Brotnjo. Od 2007. šest godina uspješno su se natjecali u Premijer ligi Bosne i Hercegovine. Do 2013. dva puta su bili pobjednici Kupa FBiH (2013. i 2014. u Visokom) te jednom igrali u finalu Kupa BiH. 2013. su u natjecanju Premijer lige BiH bili četvrti među 11 klubova te tako izborili pravo nastupa na Europskom kupu. 
Zadnjeg desetljeća neprekidno se natječu u ligi najboljih bh. klubova. Čitlučani su ranijih godina u ligi imali jako dobre rezultate. Nekoliko su puta osvojili Kup Federacije. Prije nekoliko godina bli su treći u prvenstvu, čime je Međugorje izborilo sudjelovanje na 12. NBC cupu u njemačkom Augsburgu na kojem su sudjelovali. I poslije su izborili sudjelovanje u europskim natjecanjima, no zbog financijskih poteškoća nijeo nastupao u europskim natjecanjima, jer financijski su zahtjevna. 
Bili su momčadski prvaci BiH 2017. godine. Naslov su osvojili u tijesnoj utrci. Prije zadnjeg kola imali su isti broj bodova kao i Revita koja je imala bolji međusobni omjer. U zadnjem kolu Međugorje je svladalo Zrinski iz Ljubača u svojoj kuglani 7:1, a Bosna iz Visokog pobijedila je Revitu 5:3. Okosnicu momčadi prvaka činili su igrači iz Posušja – Ivan Petric, Pere Petric i Bernard Malenica i od ostalih igrača Dragan Mišetić, Ante Mišetić, Bono Šarac, Ivan Volarić i Žarko Bevanda. Od te sezone Međugorje-Brotnjo Čitluk trenira i igra domaće utakmice u kuglani u Posušju.
Naslov prvaka BiH je drugi naslov prvaka BiH u Čitluku nakon što su nogometaši Brotnja bili prvaci BiH 2000. godine.
Osvajanjem naslova izborili su pravo sudjelovanja na svjetskom kupu u klasičnom kuglanju u češkom gradu Blanskom od 3. do 7. listopada 2017.